# Fatou N'Diaye
Fatou N'Diaye là một nữ diễn viên người Pháp, gốc từ Senegal, sinh năm 1980 tại Saint-Louis du Sénégal.

## Tiểu sử
Năm 8 tuổi, cô rời Senegal và cùng mẹ chuyển đến Paris, Pháp.
Năm 1997, cô được tìm thấy bởi Oliviero Toscani, nhiếp ảnh gia thương mại cho thương hiệu Benetton, dẫn cô trở thành người mẫu.

### Đóng phim
- 2001: Fatou la Malienne Phim truyền hình của Daniel Vigne: Fatou
- 2002: Asterix & Obelix: Mission Cleopatra của Alain Chabat: Exlibris
- 2002: Angelina (TV): Angelina
- 2002: Nha fala của Flora Gomes: Vita
- 2003: Spirit of the Mask (tập phim truyền hình tập phim Aventure et Associés): Celia
- 2003: Fatou, l'espoir (TV): Fatou
- 2004: Une autre vie (TV): Djenaba
- 2004: Souli: Abi
- 2006: Un dimanche à Kigali của Robert Favreau: Gentille
- 2006: Guet-apens (tập phim truyền hình Alex Santana, négociateur): Julia
- 2006 - Tropique amers
- 2006: The Front Line của David Gleeson: Kala
- 2007: Watersiques amers (phim truyền hình): Adèle
- 2008: Aide-toi, le ciel t'aidera của François Dupeyron: Liz
- 2008: Marianne (TV) của Philippe Guez trong loạt phim Scénario contre les discriminations: Marianne
- 2010: Victor Sauvage (TV) của Patrick Grandperret
- 2010: Merci papa, merci maman (TV) của Vincent Giovanni: Audrey
- 2011: Passage du désir (TV) của Jérôme Foulon: Ingrid Diesel
- 2014: Engrenages (TV): Carole Mendy
- 2018: Angel
- 2019: Scappo một casa